# IBP Tenis Series
IBP Tenis es una serie de torneos de tenis organizados por IBP Tenis (Fundación Blanco Paris) y regulados por la Real Federación Española de Tenis.
Se disputa desde 2017, tanto en modalidad masculina como femenina, con premios en metálico y culmina con la celebración de un máster en el que participan los 8 mejores jugadores de la temporada. 

## Fundación Blanco París
La Fundación Blanco París es una entidad sin ánimo de lucro y de carácter no mercantil, inaugurada el 1 de marzo de 2018 por la familia Blanco París. Surge detrás del Circuito IBP Tenis como una continuación y ampliación del compromiso de la sociedad IBP UNIUSO con el tenis nacional, manteniendo una tradición de apoyo que se extiende por más de una década.

## Categorías
Existen 13 categorías de torneos en función de la dotación económica del premio otorgado al campeón y del servicio de hospitalidad que se ofrezca:
- Open 5000+H, a partir de 5000 € al campeón + hospitalidad
- Open 5000, a partir de 5000 € al campeón
- Open 4000+H, de 4000 € a 4999 € al campeón + hospitalidad
- Open 4000, de 4000 € a 4999 € al campeón
- Open 3000+H, de 3000 € a 3999 € al campeón + hospitalidad
- Open 3000, de 3000 € a 3999 € al campeón
- Open 2000+H, de 2000 € a 2999 € al campeón + hospitalidad
- Open 2000, de 2000 € a 2999 € al campeón
- Open 1500+H, de 1500 € a 1999 € al campeón + hospitalidad
- Open 1500, de 1500 € a 1999 € al campeón
- Open 1000+H, de 1000 € a 1499 € al campeón + hospitalidad
- Open 1000, de 1000 € a 1499 € al campeón
- Open 500, de 500 € a 999 € al campeón

## Objetivos y Actividades
De acuerdo con el artículo 5.º de sus Estatutos, los propósitos fundamentales de la Fundación son:
- Fomento de la Igualdad de Oportunidades: Otorgamiento de becas para jóvenes talentos en tenis provenientes de familias con recursos limitados, permitiendo la conciliación entre la práctica deportiva y la formación educativa.
- Paridad en el Tenis: Promoción del tenis femenino y masculino por igual, asegurando la igualdad en la asignación de premios y el fomento de la competencia en ambas categorías.
- Acciones Solidarias: Realización de aportaciones benéficas, como la donación de 500 kg de alimentos por cada torneo de la serie celebrada, colaboraciones con ONGs y apoyo al comercio local de las sedes de torneos.

La Fundación Blanco París se posiciona como un agente de cambio social, utilizando el tenis como un medio para inculcar valores como la cultura del esfuerzo, la disciplina y el compañerismo, con el objetivo de beneficiar a comunidades vulnerables.

## Colaboraciones y Programas
La Fundación cuenta con el apoyo del Legado María de Villota, a través del programa “Fórmula 1 Kilo”, que se centra en la recolección de alimentos durante eventos deportivos para su distribución en áreas necesitadas. Además, colabora activamente con financiación anual para 600 tratamientos dentro del “Programa Primera Estrella” del mismo Legado, destinados a niños en situaciones de vulnerabilidad.
La Fundación Blanco París, a través de estas iniciativas, busca dejar una huella significativa en la sociedad, contribuyendo al desarrollo humano y social mediante el deporte y la solidaridad.

## Historial

### Edición 2017
- Torneos Realizados: 12
- Pruebas Deportivas Totales: 17
  - Masculinas: 11
  - Femeninas: 6

### Edición 2018
- Torneos Realizados: 35
- Pruebas Deportivas Totales: 47
  - Masculinas: 30
  - Femeninas: 17

### Edición 2019
- Torneos Realizados: 37
- Pruebas Deportivas Totales: 49
  - Masculinas: 31
  - Femeninas: 18

### Edición 2020
- Torneos Realizados: 26
- Pruebas Deportivas Totales: 36
  - Masculinas: 22
  - Femeninas: 14

### Edición 2021
- Torneos Realizados: 63
- Pruebas Deportivas Totales: 87
  - Masculinas: 55
  - Femeninas: 32

### Edición 2022
- Torneos Realizados: 73
- Pruebas Deportivas Totales: 104
  - Masculinas: 61
  - Femeninas: 43

### Edición 2023
- Torneos Realizados: 64
- Pruebas Deportivas Totales: 95
  - Masculinas: 58
  - Femeninas: 37

## Ranking IBP Tenis 2023
El ranking IBP Tenis se publica semanalmente durante el calendario de competición.
| IBP Tenis Ranking Masculino a fecha 12 de diciembre de 2023 | IBP Tenis Ranking Masculino a fecha 12 de diciembre de 2023 | IBP Tenis Ranking Masculino a fecha 12 de diciembre de 2023 |
| ----------------------------------------------------------- | ----------------------------------------------------------- | ----------------------------------------------------------- |
| Número                                                      | Jugador                                                     | Puntos                                                      |
| 1                                                           | Julio Cesar Porras                                          | 12.000                                                      |
| 2                                                           | Francisco Javier Martínez Baena                             | 8.200                                                       |
| 3                                                           | David Pérez Sánz                                            | 6.950                                                       |
| 4                                                           | Sergio Dávila                                               | 5.600                                                       |
| 5                                                           | Enrique López Pérez                                         | 5.500                                                       |
| 6                                                           | Roberto Chacón                                              | 4.850                                                       |
| 7                                                           | Ricardo Villacorta                                          | 4.750                                                       |
| 8                                                           | Sergio Inglés                                               | 4.000                                                       |
| 9                                                           | Iván Pérez                                                  | 3.250                                                       |
| 10                                                          | Carlos Giménez                                              | 3.000                                                       |

| IBP Tenis Ranking Femenino a fecha 12 de diciembre de 2023 | IBP Tenis Ranking Femenino a fecha 12 de diciembre de 2023 | IBP Tenis Ranking Femenino a fecha 12 de diciembre de 2023 |
| ---------------------------------------------------------- | ---------------------------------------------------------- | ---------------------------------------------------------- |
| Número                                                     | Jugador                                                    | Puntos                                                     |
| 1                                                          | María José Luque                                           | 8.625                                                      |
| 2                                                          | Esther López                                               | 3.975                                                      |
| 3                                                          | Candela Aparisi                                            | 2.450                                                      |
| 4                                                          | Lidia Moreno                                               | 2.250                                                      |
| 5                                                          | Noelia Bouzo                                               | 2.000                                                      |
| 6                                                          | Raquel González                                            | 2.000                                                      |
| 7                                                          | Carmen López                                               | 1.800                                                      |
| 8                                                          | Cristina Ramos                                             | 1.500                                                      |
| 9                                                          | Eva Álvarez                                                | 1.475                                                      |
| 10                                                         | María Paredes                                              | 1.375                                                      |